# 王树棻
王树棻，河南鹿邑人，清朝政治人物。
王树棻曾于1879年接替吴康寿任宝山县知县一职，1884年由张东瀛接任。